# Guillermo González Regalado
Guillermo José Manuel González Regalado , más conocido como Guillermo Fantástico González (Las Palmas de Gran Canaria, Gran Canaria, Canarias, 8 de junio de 1945 - Madrid, España, 30 de junio de 2020), fue un presentador, actor y empresario canario-venezolano. Destacó por batir récords de audiencias con el programa Cuánto vale el show emitido en la televisión en Venezuela en 1980 y por su oposición al régimen de Chávez.
Además de su trayectoria como presentador y empresario, fue el primer productor independiente de Venezuela, produciendo y dirigiendo series entre 1964 y 1976. Fue animador y show-man, además su afición taurina le llevó a apadrinar a toreros como Leonardo Benítez. Como propietario de diferentes empresas del mundo de la comunicación, gestionó la empresa de gestión de derechos de Video Film Internacional ubicada en Panamá.

## Biografía
Nacido en Las Palmas de Gran Canaria el 8 de junio de 1945, donde vivió la mayor parte de su infancia hasta que a los siete años emigró con sus padres a Venezuela. Residió en Caracas y estudió bachillerato hasta 1963. Ingresó en la Universidad Central de Venezuela donde estudió arquitectura. Tal como contara años más tarde al escritor venezolano Leonardo Padrón, en una fiesta años antes, al realizar una rutina humorística con uno de sus amigos, el cantante Cherry Navarro, se fijó en su talento la destacada actriz y docente de actuación Juana Sujo, quien posteriormente lo becó para que realizara estudios de artes escénicas en la Escuela Nacional de Arte Escénico.
Posteriormente, interviene como actor teatral en 1962 con la obra "El extraño viaje de Simón El Malo". Allí lo ve el cantante, actor y productor televisivo Héctor Monteverde quien lo contrata en 1963 para trabajar en la telenovela Historia de tres hermanas, en la cual compartió reparto, entre otros artistas, con Raúl Amundaray, Eva Moreno, Eva Blanco, Tomás Henríquez y la actriz por entonces debutante Doris Wells. Protagonizó El derecho de nacer, La usurpadora y las novelas de la tarde, transmitidas por Radio Caracas Televisión (RCTV) como las series dramáticas Novela Camay  interpretada por Chony Fuentes y La Novela Palmolive con Helianta Cruz, denominadas así por el nombre de los productos patrocinantes. 
Internacionalizó su carrera mudándose a México, donde colaboró durante dos años en Tele Sistemas Mexicanos, —empresa conocida después como Televisa—. Allí hizo amistad con Emilio Azcárraga Vidaurreta y con el director cinematográfico Alfonso Arau. En Televisa se desarrolló profesionalmente en televisión y teatro. Recibió el premio como Mejor Actor Prospecto en 1967. 
Regresó a Venezuela y continuó trabajando en RCTV donde produjo, escribió, dirigió y actuó en los distintos espacios dramáticos del canal. En 1976, RCTV lo seleccionó para conducir el programa de concursos para estudiantes de bachillerato Viva La Juventud donde debutó como animador inicialmente junto a la cantante y actriz Raquel Castaños y, luego, junto a la ya desaparecida animadora y actriz Carmen Victoria Pérez. Concluida esta etapa, realizó en 1979 Fantástico un programa sabatino maratónico de variedades de RCTV que condujo con Neyda Plessman para competir con Sabado Sensacional de Venevision Dentro de Fantástico creó la sección Cuánto Vale el Show que apareció por primera vez en pantalla en 1980 el cual era un concurso, en el cual competían artistas aficionados como cantantes, músicos, bailarines delante de un jurado calificador. 
Entre los cantantes que participaron en el programa estuvieron: José Luis Rodríguez, el Puma.
En 1974 junto con su trabajo en la televisión, adquirió el Teatro Chacaíto I y en 1977, abrió el Teatro Chacaíto II,  los dos teatros comerciales más importantes para la actividad de comedia de Venezuela. Durante diez años desarrolló la historia del teatro comercial en Venezuela, dirigiendo,  escribiendo,  produciendo y actuando en casi todas las obras presentadas. Terminó la temporada en RCTV y fundó Televen, a la par, creó su propia productora para hacer el programa Fantástico, emitido durante tres años en Venezolana de Televisión, el canal de televisión pública de Venezuela que condujo con Belén Marrero y Judith Castillo. En el horario estelar de VTV, sacó al aire el programa El Show de Fantástico y creó la telenovela infantil Crecer con papá. Tres años más tarde, inició sus operaciones el canal Televen donde tuvo al inicio el 50% de las acciones, junto con su socio Alberto Federico Ravell, quien quedó con el resto del 50% accionario. Poco después, entraron en la sociedad los empresarios Omar Camero Zamora, Arturo Pérez Briceño y Alfonso Riveroll.
Fue Vicepresidente de Producción y Ventas en los comienzos de Televen y al cabo de los tres años vendió sus acciones a Omar Camero Zamora. Se fue a Maracaibo donde fundó Televiza Canal 7,  con el empresario Calixto Rocca, siendo Guillermo González presidente de la junta directiva y productor general.[cita requerida] Allí creó quince emisoras de radio: Fantástica FM, Ondas del Lago FM y AM, Sol AM, Fabulosa Stereo, Romántica, Favorita Stereo, Muselca Stereo, Radio Cabimas y al mismo tiempo en la Ciudad de Porlamar, Estado Nueva Esparta, inauguró la emisora  Super K la Karibeña. Sin embargo, en abril del año 2002, González quien presidía esta última emisora radial, presentó ante la Comisión Nacional de Telecomunicaciones la transformación del título administrativo que tenía de esta empresa, solicitud que le fue negada, lo que conduciría a un eventual cierre.
En la Isla de Margarita creó el Banco Insular, siendo accionista y director. Amplió los servicios del banco a las ciudades más importantes de Venezuela. Vendió sus acciones cuatro años después y produjo Cuanto vale el show ya convertido en un programa independiente entre 1993 y 1996 por RCTV y entre 1998 y 2001 por Venevisión y La gran Boloña entre 2005 y 2006 por Venevisión. A partir de este momento, Guillermo Fantástico González fue asesor para constituir Canales de Televisión en Perú, Colombia, Chile, República Dominicana y Estados Unidos (en la ciudad de Miami). En el año 2013, anunció en un espacio del canal Globovisión que constituiría un nuevo canal televisivo denominado CNT de cobertura nacional, dedicado estrictamente a espacios de variedades, y entre estos a telenovelas extranjeras, ya que no podían ser producidas en el país. Sin embargo, este último proyecto no llegó a ver la luz pública. 
Fue un opositor al régimen de Hugo Chávez, lo cual le hizo abandonar Venezuela para fijar su residencia en Madrid (España). Mantuvo un importante amistad con difefrentes personalidades del mundo económico, político y cultural, como el empresario Salomón Cohen, el periodista Pepe Oneto, el empresario Francisco Hernando o la familia Cisneros.
También fue animador de eventos como el concurso de belleza Chica 2001 en su edición de 1984 transmitido por RCTV, así como del espacio de galardones El Disco de Oro, también por este canal premiando a los mejores de la industria musical.

## Fallecimiento
Residenciado en España desde hacía algún tiempo, en diciembre del año 2019 se le diagnosticó cáncer hepático por lo que debió someterse a tratamiento médico. El 29 de junio de 2020, se anunció prematuramente su muerte, acto que se produjo al día siguiente tras fallecer a los setenta y cinco años en Madrid de dicha enfermedad, tal como fue confirmado por sus familiares.

## Frases famosas
Buscando romper con los esquemas que manejaban otros presentadores de televisión, con un estilo más informal, Guillermo González impuso frases a modo de saludo que usaba a partir de los años 1980s. Algunas de estas frases fueron:
- Qué tal mis queridos caramelos tropicales/apreciadas fieras (saludo)
- Rolo 'e vivo (también es conocido con esta frase por antonomasia)
- Vayan con Dios, pero regresen... (despedida)